# Pomacentrus caeruleus
Pomacentrus caeruleus is een straalvinnige vissensoort uit de familie van rifbaarzen of koraaljuffertjes (Pomacentridae). De wetenschappelijke naam van de soort is voor het eerst geldig gepubliceerd in 1825 door Jean René Constant Quoy en Paul Gaimard.  De soort werd ontdekt bij Île de France (Mauritius) op de expeditie van de Franse korvetten l'Uranie en la Physicienne van 1817-1820.
Deze vis met een mooie ultramarijnkleur komt voor in lagunes en riffen van de westelijke Indische Oceaan van Oost-Afrika tot de Maldiven.